# 海斯維爾 (印地安納州)
海斯維爾（英語：Haysville）是位於美國印地安納州杜波伊斯縣的一個非建制地區。該地的面積和人口皆未知。